# Вероника Марс (сезон 1)
«Вероника Марс» (англ. Veronica Mars) — американский телесериал, молодёжная детективная драма, рассказывающая о девочке-подростке Веронике, которая помогает своему отцу, частному детективу, в его расследованиях. Автор идеи — Роб Томас. Главную роль исполнила актриса Кристин Белл. Шоу продержалось в эфире три сезона с 2004 по 2007 год. На DVD сезон вышел 11 октября 2005 года.

## Сюжет
Дружелюбие маленького курортного городка Нептун обманчиво. Как и положено маленьким дружелюбным городкам, здесь кипят страсти, плетутся интриги и совершаются преступления…
Вероника Марс (Кристен Белл) — дочь местного шерифа Кита Марса (Энрико Колантони) вполне счастлива и довольна своей жизнью, её волнуют обычные проблемы всех подростков. Но все меняется, когда её лучшую подругу Лили (Аманда Сейфрид) убивают в собственном доме. Шериф подозревает в преступлении отца Лили — богача и магната. Вскоре обвинения были отклонены, шериф отстранён, дежурный маньяк задержан и осуждён.
Перед Вероникой стоит выбор, принять ли сторону отца или признать его ошибку, как и все остальные. Вероника выбирает отца. Друзья и возлюбленный Дункан (Тедди Данн), брат Лили, отворачиваются от неё, а недавно благополучная жизнь превращается в каждодневную борьбу. Мать Вероники (Карина Борер) бросает дочь и мужа и исчезает в неизвестном направлении. В это мгновенье у неё появляется только один друг — новенький Уоллес (Перси Дэггз III), далёкий от пугающих событий прошлого года.
Вероника не намерена сдаваться, она хочет раскрыть преступление и оправдать отца. В ходе расследования Вероника узнаёт немало неприглядных тайн, в том числе и из её собственного прошлого, заставив задуматься: всегда ли правда должна быть раскрыта?

## В ролях

### Основной состав
- Кристен Белл — Вероника Марс
- Перси Дэггз III — Уоллес Финнэл
- Тэдди Данн — Дункан Кейн
- Джейсон Доринг — Логан Экхолз
- Энрико Колантони — Кит Марс
- Френсис Капра — Элай «Слоник» Наварро

### Второстепенный состав
- Аманда Сейфрид — Лилли Кейн
- Кайл Секор — Джейк Кейн
- Лиза Торнхилл — Селест Кейн
- Аарон Эшмор — Трой Вандерграфф
- Пэрис Хилтон — Кейтлин Форд
- Джонатан Беннетт — Кейси Гант
- Энтони Андерсон — Перси Гамильтон
- Лейтон Мистер — Кэри Бишоп
- Адам Скотт — Мистер Рукс
- Кайл Галлнер — Кэссиди «Бивер» Касабланкес
- Алона Таль — Мэг Мэннинг
- Райан Хэнсен — Дик Касабланкас
- Гарри Хэмлин — Аарон Экхолз
- Лиза Ринна — Линн Экхолз
- Корин Боэр — Лиэнн Марс
- Майкл Мани — Шериф Лэмб
- Бред Буфанда — Феликс Тумбс
- Кристиан Клементсон — Эйбл Кунц
- Макс Гринфилд — Лео Д’Мато
- Кристофер Дункан — Кларэнс Уидман
- Кен Марино — Винни Ван Ло
- Даран Норрис — Клифф МакКормак
- Элисон Ханниган — Трина Экхолз
- Сидни Тамайа Пуатье — Мэлори Дэнт

## Эпизоды
| № общий | № в сезоне | Название                                                                   | Режиссёр          | Автор сценария                                                 | Дата премьеры    | Зрители в США (млн) |
| --- | ---------- | -------------------------------------------------------------------------- | ----------------- | -------------------------------------------------------------- | ---------------- | ------------------- |
| 1 | 1          | «Пилот» «Pilot»                                                            | Марк Пизнански    | Роб Томас                                                      | 22 сентября 2004 | 2.49                |
| Действие происходит в небольшом калифорнийском городке Нептун. Школьница Вероника Марс, унаследовав от отца недюжинные аналитические способности и решительность, занимается детективной работой в школе — выручает друзей и наказывает недругов. Почти год назад была убита её лучшая подруга Лилли Кейн, отец Вероники обвинил в этом отца девушки, компьютерного магната Джейка Кейна… |            |                                                                            |                   |                                                                |                  |                     |
| 2 | 2          | «Вера вере рознь» «Credit Where Credit's Due»                              | Марк Пизнански    | Роб Томас                                                      | 28 сентября 2004 | 2.21                |
| Бабушка Слоника работает уборщицей у Логана — одного из богатых сыновей Нептуна. Её обвинили в мошенничестве с кредитными картами семьи Логана. Слоник берёт всю вину на себя. Вероника проводит расследование и узнаёт, что мошенник двоюродный брат Слоника, который был в близких отношениях с Кейтлин Форт — девушкой Логана… |            |                                                                            |                   |                                                                |                  |                     |
| 3 | 3          | «Знакомьтесь, Джон Смит!» «Meet John Smith»                                | Гарри Уинер       | Джед Сэйдэл                                                    | 12 октября 2004  | 2.71                |
| Джастин, одноклассник Вероники, просит её найти его отца. Отношения Вероники и Троя углубляются, Кит встретился со школьным консультантом, Ребеккой Джеймс, а Вероника начинает поиски своей матери. Дункан временно прекращает принимать свои антидепрессанты. |            |                                                                            |                   |                                                                |                  |                     |
| 4 | 4          | «Причина противоречий» «The Wrath of Con»                                  | Майкл Филдс       | Дайан Раггьеро                                                 | 19 октября 2004  | 3.21                |
| Подруга Уоллеса, Джорджиа, стала жертвой мошенников. Вероника берётся помочь Уоллесу вернуть девушке деньги и разоблачает банду интернет мошенников. |            |                                                                            |                   |                                                                |                  |                     |
| 5 | 5          | «Если тебе кажется, что ты знаешь человека…» «You Think You Know Somebody» | Ник Гомес         | Дайан Линн Норт                                                | 26 октября 2004  | 2.73                |
| У Троя угоняют машину отца. В ней была игрушка со стероидами для Хэнка Зигмана — владельца спортивного клуба «Зигзаг». Вероника приходит Трою на помощь, открывая заодно и реальную сущность Троя. |            |                                                                            |                   |                                                                |                  |                     |
| 6 | 6          | «Возврашение Кейна» «Return of the Kane»                                   | Сара Пиа Андерсон | История: Роб Томас Телесценарий: Фил Клеммер                   | 2 ноября 2004    | 2.86                |
| В школе проходят выборы в президенты школьного Совета. Главные кандидаты — Ванда Варнер — выступает против сыновей богатых родителей, и Дункан Кейн, которого выдвинул Логан. Дункан побеждает, но Вероника выяснила, что борьба была не честной…, на повторных выборах все равно побеждает Дункан. Вероника узнаёт, что Ванда наркоманка. |            |                                                                            |                   |                                                                |                  |                     |
| 7 | 7          | «Соседка» «The Girl Next Door»                                             | Ник Марк          | История: Джед Сэйдэл Телесценарий: Джед Сэйдэл, Дайан Раггьеро | 9 ноября 2004    | 2.74                |
| Веронику просят собрать фотоальбом выпуска 1979 года. Она узнаёт, что в этом году её мать и отец Дункана были королём и королевой бала, и что у них был роман. Логан и Слоник получают наказание в школе, и им пришлось провести время после уроков вместе. Они подшутили над учителем, Слоника исключили из школы, но Логан вступился за него, воспользовавшись положением «богатого сынка». |            |                                                                            |                   |                                                                |                  |                     |
| 8 | 8          | «Словно девственница» «Like a Virgin»                                      | Гай Би            | Аури Уэллингтон                                                | 23 ноября 2004   | 2.76                |
| Вероника помогает капитану болельщиц оправдать свою репутацию и обращается к смыслящей в компьютерах Мак, вместе они пытаются узнать, кто стоит за рассылкой результатов «Теста на порочность». Мать Уоллеса запрещает ему общаться с Вероникой, находясь под влиянием слухов о Марсах. Кит Марс помогает ей избавиться от недоброжелательного квартиросъёмщика. |            |                                                                            |                   |                                                                |                  |                     |
| 9 | 9          | «Освежающий напиток» «Drinking the Kool-Aid»                               | Маркос Сьега      | История: Роб Томас Телесценарий: Рассел Смит                   | 30 ноября 2004   | 2.40                |
| Вероника проникает в секту Луны, в которую вступил ученик её школы Кейси Грант. Она получает результаты ДНК теста, которые сделала, чтобы узнать кто её отец, но уничтожает его, так и не взглянув. |            |                                                                            |                   |                                                                |                  |                     |
| 10 | 10         | «Рождество семейства Экхолз» «An Echolls Family Christmas»                 | Ник Марк          | Дайан Раггьеро                                                 | 14 декабря 2004  | 1.90                |
| Праздничная игра в покер у Логана превращается в кошмар после того, как кто-то украл $5000 - выигрыш Слоника; Вероника берётся за расследование. Тем временем Кит помогает Линн Эхколз узнать, кто посылает её мужу угрожающие письма перед их большим Рождественским праздником, который закончится реальной драмой. |            |                                                                            |                   |                                                                |                  |                     |
| 11 | 11         | «Молчание Лэмба» «Silence of the Lamb»                                     | Джон Крэтчмэр     | Джед Сэйдэл, Дайан Линн Норт                                   | 4 января 2005    | 2.84                |
| Школьники нанимают Веронику, чтобы та раскопала грязные подробности из жизни их родителей, и тогда Вероника узнаёт, что при рождении Мак поменяли с Мэдисон Синклер, самой богатой и заносчивой девочкой в школе. Кит и шериф Лэмб временно работают вместе над делом о серийном душителе. |            |                                                                            |                   |                                                                |                  |                     |
| 12 | 12         | «Битва Тритонов» «Clash of the Tritons»                                    | Дэвид Баррет      | Фил Клеммер, Аури Уоллингтон                                   | 11 января 2005   | 2.91                |
| Вероника арестована за создание фальшивых удостоверений личности. Девушка пытается узнать, кто её подставил, подозревая членов тайной организации "Тритоны" в стенах школы. Аарон нанимает Кита, чтобы узнать, кто пытается очернить его имя. Слоник признаётся психотерапевту, что у него был короткий роман с Лилли Кейн. Аарон угрожает оставить Линн ни с чем в случае развода, а позже её машину находят брошенной прямо посреди моста… |            |                                                                            |                   |                                                                |                  |                     |
| 13 | 13         | «Властелин яркой жизни» «Lord of the Bling»                                | Стив Гомер        | Джон Энбом                                                     | 8 февраля 2005   | 2.97                |
| Похищена бывшая подруга Вероники, девушка по имени Иоланда. Отец Иоланды, рэп-продюсер Перси Гамильтон нанимает Кита, чтобы найти дочь. Аарон горюет из-за самоубийство жены, и пытается сблизиться с Логаном, но Логан злится и отталкивает его. Более того, парень уверен, что его мать всё ещё жива. Он просит Веронику найти её. |            |                                                                            |                   |                                                                |                  |                     |
| 14 | 14         | «Война в доме Марсов» «Mars vs. Mars»                                      | Маркос Сьега      | История: Роб Томас Телесценарий: Джед Сэйдэл, Дайан Раггьер    | 15 февраля 2005  | 2.70                |
| Вероника пытается опровергнуть сплетни, который распространяет Кэри Бишоп — она уверяет, что любимый учитель Вероники, мистер Рукс, переспал с Кэри. А Кита, тем временем, нанимают, чтобы наоборот доказать правдивость этих слухов. Вероника находит видео, на котором Линн Экхолс прыгает с моста, и узнаёт, что Эйбл Кунц смертельно болен. |            |                                                                            |                   |                                                                |                  |                     |
| 15 | 15         | «Русский бизнес» «Ruskie Business»                                         | Гай Би            | Фил Клеммер, Джон Энбом                                        | 22 февраля 2005  | 2.34                |
| Веронику нанимает девушка из России, чтобы найти пропавшего жениха, начинающего актёра, которого она когда-то бросила. Но это безобидное на первый взгляд дело, неожиданно принимает очень опасный поворот. Мег Маннинг и Вероника узнают, что тайный поклонник Мег — Дункан Кейн. Расстроенную Веронику утешает пришедший на бал Лео, которого пригласила Мег. Поиски матери приводят Логана и Веронику к его сестре -Трине, которая вернулась в город и пользуется пластиковой картой их матери. Логан понимает, что его мать все же мертва, а Вероника встречает свою мать в одном из баров. |            |                                                                            |                   |                                                                |                  |                     |
| 16 | 16         | «Бэтти и Вероника» «Betty and Veronica»                                    | Майкл Филдс       | Дайан Раггьеро                                                 | 29 марта 2005    | 2.33                |
| Вероника проникает в чужую школу, когда кто-то крадёт школьный талисман, попугая Полли. Вероника узнаёт, что её мать состоит в программе для лечащихся от алкоголизма. Женщина заплатила деньгами, которые были отложены на колледж для Вероники. К тому же, женщина признаётся, что не знает, кто отец девушки — Кит или Джейк. |            |                                                                            |                   |                                                                |                  |                     |
| 17 | 17         | «Семья Кейнов и Аэблов» «Kanes and Abel's»                                 | Ник Марк          | Каролин Мюррэй                                                 | 5 апреля 2005    | 2.78                |
| Вероника находит дочь Эйбла Кунца, Амелию ДэЛонпри, и пытается доказать, что Джейк Кейн заплатил Кунцу за то, чтобы он взял на себя вину за убийство Лилли до того, как Кларэнс Уидман доберётся до Амелии. Вместе с тем, девушка должна выяснить, кто преследует её одноклассников. |            |                                                                            |                   |                                                                |                  |                     |
| 18 | 18         | «Оружие классового уничтожения» «Weapons of Class Destruction»             | Джон Крэтчмэр     | Джед Сэйдэл                                                    | 12 апреля 2005   | 2.30                |
| Кто-то звонит в школу, утверждая, что в ней заложена бомба. В поисках устроившего панику, Вероника похищена подозреваемым. Однако Логан вовремя приходит девушке на помощь. Дункан уезжает из города, когда узнаёт, что Вероника всё ещё расследует убийство Лилли и подозревает его… |            |                                                                            |                   |                                                                |                  |                     |
| 19 | 19         | «Собака дня» «Hot Dogs»                                                    | Ник Марк          | Дайан Линн Норт                                                | 19 апреля 2005   | 2.48                |
| Вероника помогает Мэнди найти похищенную собаку. Слоник проникает в комнату Лилли, чтобы забрать розовую ручку с секретом, в которой должно быть спрятано сообщение. Кит хочет установить отцовство и берёт её волосы для теста ДНК. Между Вероникой и Логаном начинается тайный роман. |            |                                                                            |                   |                                                                |                  |                     |
| 20 | 20         | «Взаимное гарантированное уничтожение» «M.A.D.»                            | Джон Крэтчмэр     | Фил Клеммер, Джон Энбом                                        | 26 апреля 2005   | 3.04                |
| Парень Кармен, Тэд, начинает шантажировать девушку с помощью откровенного видео, и Кармен обращается за помощью к Веронике. Юная сыщица узнаёт, что Тэд давал Кармен запрещённый лекарственный препарат, который он купил у Логана. Но самое ужасное, что это именно то, что подсыпали ей в стакан, прежде чем изнасиловали… |            |                                                                            |                   |                                                                |                  |                     |
| 21 | 21         | «Путешествие к дантисту» «A Trip to the Dentist»                           | Маркос Сьега      | Дайан Раггьеро                                                 | 3 мая 2005       | 2.85                |
| Веронике открываются новые подробности той ночи на вечеринке Шелли Помрой, когда её накачали наркотиком и изнасиловали. Тем временем, мать Вероники возвращается в город, а друзья Логана узнают, что он встречается с Вероникой Марс. Воспоминания Дункана открывают секрет — он бросил Веронику, так как его мать сказала, что они брат и сестра. |            |                                                                            |                   |                                                                |                  |                     |
| 22 | 22         | «Предоставьте это Биверу» «Leave It to Beaver»                             | Майкл Филдс       | История: Роб Томас Телесценарий: Роб Томас, Дайан Раггьеро     | 10 мая 2005      | 2.99                |
| Брат Дика, Бивер, рассказывает Веронике, где был Логан в ночь убийства. Кит получает результаты ДНК и говорит Веронике, что он — её отец. Мать девушки, Лианн, бросила оздоровительную программу. А Вероника, посмотрев кассеты, содержащие постельные сцены с Лили, понимает, кто убил её лучшую подругу... |            |                                                                            |                   |                                                                |                  |                     |

## Загадки сезона
- Кто убил Лили Кейн?

Аарон Экхолз, отец Логана. У него был роман с Лили, и та нашла видео-записи, которые он сделал во время секса с ней и, возможно, с другими женщинами. В приступе гнева Аарон ударил Лили, а потом сбежал. Вскоре её находит Дункан — прибыв домой, Селест и Джейк видят мальчика у тела сестры. Оба уверены, что Дункан убил Лили в приступе нарколепсии, от которой Дункан страдает уже давно. Поэтому они заключили сделку с Эйблом Кунцем, чтобы защитить Дункана.
- Почему Лиэнн Марс покинула семью?

У неё был роман с Джейком, и когда Селест узнала об этом, она наняла Кларэнса Уидмона — начальника отдела безопасности «Кейн Софтвэр», чтобы тот запугал Лиэнн, сделав фотографии Вероники в прицеле винтовки, вынудив её покинуть город. После долгих поисков, Вероника узнаёт, где её мать — прежде чем вернуться домой, Лиэнн должна вылечиться от алкоголизма, и девушка отдаёт за лечение деньги, которые отложила на колледж. Через некоторое время Лиэнн возвращается домой, но Вероника узнаёт, что женщина не лечилась, а потратила эти деньги. Тогда Вероника говорит матери, что ей нужно забыть о своей семье — Лиэнн вновь уезжает, украв чек на 50 тысяч, который Кит получил от Кейнов за то, что нашёл Дункана.
- Линн Экхолз мертва?

Короткий ответ — да. Хотя тело женщины не нашли, с самого начала Логану казалось странным, что его мать решилась на такой шаг: «Если бы она решилась на самоубийство, то это был бы бокал вина и снотворное». Многое указывало на то, что женщина попросту сбежала. Однако один из учеников школы Нептун, снимавший рядом с мостом фанатский фильм, показал Веронике фрагмент записи — на заднем плане видно, как кто-то летит вниз с моста в момент самоубийства Линн.
- Кто настоящий отец Вероники?

Когда Вероника впервые понимает, что её отцом может быть Джейк Кейн, она отправляет свою кровь и кровь Кита на анализ в лабораторию. Однако когда приходит результат, девушка решает, что не хочет знать правду, так как ей всё равно, ведь она очень любит Кита. Некоторое время спустя Кит делает такой же анализ, и по его результатам выясняется, что он и есть настоящий отец Вероники. О чём и говорит дочери. В финале первого сезона, Вероника говорит Дункану, что они не брат и сестра.